# 모토아자부 힐스

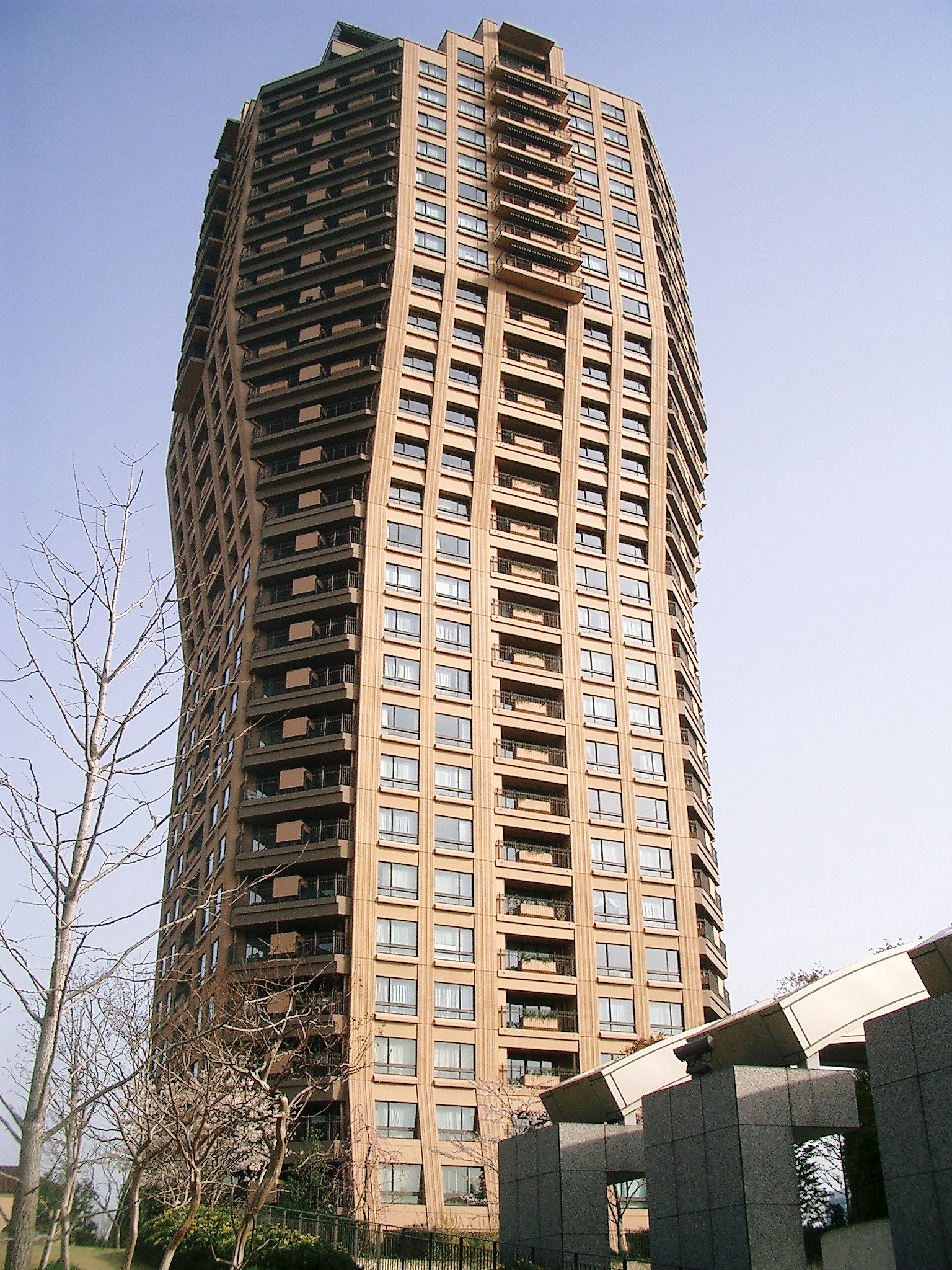
포레스트 타워

모토아자부 힐스(일본어: 元麻布ヒルズ 모토아자부히루즈[*], 영어: Motoazabu Hills)는 모리 빌딩이 개발한 고급 주택이다. 포레스트 타워 (지상 29층 지하 3층), 포레스트 테라스 이스트 (지상 6층 지하 1층), 포레스트 테라스 웨스트 (지상 5층 지하 1층)의 세 동으로 구성되어 있다. 도쿄도 미나토구 모토아자부 지역에 위치한다.